# SC Oelde 09
Der SC Oelde 09 war ein Sportverein aus Oelde im Kreis Warendorf. Die erste Fußballmannschaft spielte drei Jahre in der höchsten Amateurliga Westfalens.

## Geschichte
Der Verein wurde am 6. Juni 1909 als Sportclub Preußen Oelde gegründet und trug am 19. Juli 1909 sein erstes Spiel gegen den FC Beckum aus. Das Ergebnis ist nicht überliefert. Ein Jahr später spalteten sich einige Mitglieder als FC Britannia Oelde ab, ehe beide Vereine im Jahre 1911 im Hotel-Restaurant Mühlenkamp zum Sport-Club Oelde 09 fusionierten. Im März 1919 bezog der Verein den Sportplatz Moorwiese, der für eine jährliche Pacht von 150 Mark vom Bauern Düding gepachtet wurde. Da das Gelände seinerzeit nicht umzäunt war, mussten einige Spiele unterbrochen werden, wenn ein Fuhrwerk den Platz überqueren musste. Der Sportplatz wurde im Jahre 1962 in einen Aschenplatz umgewandelt, der ein Jahr später eine Flutlichtanlage erhielt.
In der Saison 1946/47 wurden die Oelder Meister ihrer Bezirksklassenstaffel. In der anschließenden Aufstiegsrunde scheiterten die Mannschaft jedoch als Tabellenletzter am SC Gelsenkirchen 07, SuS 13 Recklinghausen und dem SC Münster 08. In der folgenden Saison 1947/48 wechselten die Oelder in die Bielefelder Staffel und wurden dort Vizemeister hinter Arminia Bielefeld. Die Oelder protestierten erfolgreich gegen die Spielberechtigung des Arminen Helmut Ullmann. Den Bielefeldern wurden zur Strafe 14 Punkte abgezogen, so dass der SC Oelde 09 als neuer Meister in die Landesliga aufstieg. Kurioserweise wurde die Arminia nach zwei Spieltagen der folgenden Saison begnadigt und nachträglich in die Landesliga aufgenommen. Der Sprung in die seinerzeit höchste westfälische Amateurliga erwies sich als zu groß. Die Saison 1948/49 beendeten die Oelder als Vorletzter mit einem Punkt Rückstand auf einen Nichtabstiegsplatz. In der Saison 1949/50 spielte der spätere Nationalspieler Helmut Rahn für den Verein, bevor er im Sommer 1950 in seine Heimatstadt Essen zurückkehrte. Trotz der Tore des späteren Weltmeisters reichte es nur zu Platz fünf.
Die Oelder kehrten derweil 1954 in die Landesliga zurück, als sie mit zwei Punkten Vorsprung auf den VfR Heessen Meister der Bezirksklasse wurden. Auf Anhieb errang die Mannschaft in der folgenden Saison 1954/55 den sechsten Platz. Ein Jahr später verpassten die Oelder als Zwölfter die neu geschaffene Verbandsliga Westfalen um Längen. In der Saison 1959/60 wurden die 09er Vizemeister mit sechs Punkten Rückstand auf den BV Brambauer und stiegen ein Jahr später in die Bezirksklasse ab. Im Jahre 1963 standen die Oelder vor dem Wiederaufstieg, verloren allerdings das Entscheidungsspiel um die Meisterschaft gegen den punktgleichen SV Bockum-Hövel mit 0:3. Aus unbekannten Gründen stiegen die Oelder trotzdem in die Landesliga auf, mussten aber bereits nach einem Jahr als Tabellenletzter wieder absteigen. Ein weiteres Gastspiel in der Landesliga folgten von 1967 bis 1969, ehe die Oelder sich nach dem erneuten Aufstieg im Jahre 1974 in der Landesliga etablieren konnten. Nach einem dritten Platz 1976 folgte vier Jahre später der Abstieg in die Bezirksliga, wo die Mannschaft in den Jahren 1984, 1986 und 1988 jeweils Dritter wurden.

## Erfolge
- Aufstieg in die Landesliga Westfalen: 1947, 1954, 1963, 1967, 1974

## Persönlichkeiten

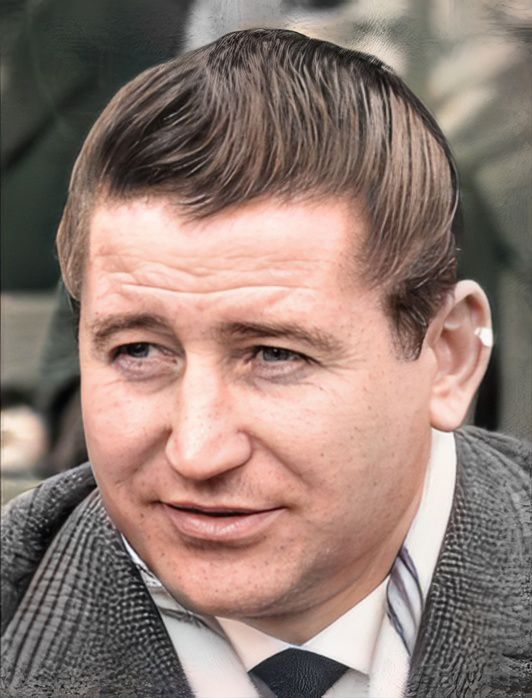
Helmut Rahn (1962)

In der Saison 1949/50 spielte der spätere Nationalspieler Helmut Rahn für den SC Oelde 09 in der Bezirksklasse. Trotz seiner 54 Saisontore reichte es für seine Mannschaft lediglich zum fünften Platz mit 16 Punkten Rückstand auf den Meister SVA Gütersloh. Während der Saison wurde Rahn, der zuvor meist als Mittelstürmer oder rechter Halbstürmer eingesetzt wurde, zum rechten Außenstürmer umgeschult. Neben seiner Tätigkeit als Spieler vermittelte der Verein ihm einen Arbeitsplatz bei der in Oelde ansässigen Firma GEA Westfalia Separator. Eine Anekdote besagt, dass Rahn während seiner Zeit in Oelde regelmäßig Kartoffeln aus Oelde zu seinen Eltern nach Essen geschickt hat.
Helmut Rahn kehrte am Saisonende in seine Heimatstadt Essen zurück und spielte dann für die Sportfreunde Katernberg, Rot-Weiss Essen und den 1. FC Köln in der seinerzeit erstklassigen Oberliga West. Es folgten drei Jahre beim Sportclub Enschede in der niederländischen Eredivisie und schließlich zwei Jahre beim Meidericher SV in der Bundesliga. Rahn absolvierte 40 Länderspiele für die deutsche Nationalmannschaft und erzielte dabei 21 Tore, darunter den Siegtreffer im Endspiel um die Fußball-Weltmeisterschaft 1954 gegen Ungarn. Nach seinem Tod im Jahre 2003 wurde eine Straße in Oelde in der Nähe der Moorwiese nach ihm benannt.

## Nachfolgeverein SpVg Oelde
Am 9. März 1990 fusionierte der SC Oelde 09 mit dem im Jahre 1959 gegründeten Verein SuS Eintracht Oelde zur Spielvereinigung Oelde 90. Der SuS Eintracht Oelde spielte bis 1975 und von 1982 bis zur Fusion 1990 in der 1. Kreisklasse bzw. Kreisliga A Beckum. Heimspielstätte der Spielvereinigung Oelde ist das Jahnstadion mit einer Kapazität von 4000 Plätzen. Gespielt wird auf Naturrasen.
Gleich in den ersten drei Spielzeiten wurde die Spielvereinigung jeweils Vizemeister hinter Blau-Weiß Ahlen, Westfalia Rhynern und dem TuS Ahlen, ehe es 1994 dann mit dem Landesligaaufstieg klappte. Hier hielt sich die Spielvereinigung bis 1999, ehe vier Jahre später der Abstieg in die Kreisliga A folgte. Der direkte Wiederaufstieg wurde verpasst. Die Oelder beendeten die Saison punktgleich mit der SpVg Beckum, verloren dann aber das Entscheidungsspiel mit 0:3. Ende der 2000er Jahre stabilisierte sich die Spielvereinigung in der Spitzengruppe der Kreisliga A und wurden in den Jahren 2014 und 2015 jeweils Kreismeister. Allerdings scheiterte die Mannschaft jedoch in der Aufstiegsrunde zur Bezirksliga am VfL Sassenberg bzw. dem TuS Freckenhorst. Im Jahre 2023 wurden die Oelder Vizemeister hinter der zweiten Mannschaft der SpVg Beckum. Ein Jahr später klappte der Wiederaufstieg. Zunächst schloss die Mannschaft die Saison punktgleich mit dem SC Roland Beckum ab. Das Entscheidungsspiel um die Meisterschaft wurde mit 2:1 gewonnen.
Mit Timo Schlieck brachte die Spielvereinigung einen späteren Profi hervor. Die Frauenmannschaft der SpVg Oelde trat in der Bezirksliga an und wurde dort in der Saison 2018/19 Vizemeister hinter dem SV Spexard. Drei Jahre später wurde die Mannschaft Dritter, bevor die Oelderinnen 2025 in die Kreisliga absteigen mussten.